# Kraków Street Band
Kraków Street Band – polski zespół wykonujący muzykę z pogranicza folku, rocka, bluesa, country i jazzu tradycyjnego.

## Działalność
Zespół został założony przez Łukasza Wiśniewskiego i Piotra Grząślewicza w Krakowie w 2014 roku.
Początkowo wszystkie działania muzyczne tego 8-osobowego składu odbywały się jedynie na Krakowskim Rynku. Spontaniczne granie na ulicy przyczyniło się do powstania pomysłu wydania pierwszej, wspólnej płyty. Debiutancki album powstał dzięki kampanii crowdfundingowej – wolnych datków, dobrowolnie wpłacanych na konto „Polak Potrafi”, dzięki którym w miesiąc uzbierano 170% planowanego budżetu. W tym samym roku zespół dostał się do finału programu Must Be The Music, zdobywając pozytywne opinie jury. W corocznej ankiecie czasopisma „Twój Blues” Kraków Street Band uzyskał kolejno tytuły „Odkrycie Roku 2014” oraz „Zespół Roku 2015”.
Rok 2015 to kolejna płyta – album poświęcony pamięci Jerzego Wójcika, jednego z pierwszych polskich artystów wykonujących muzykę bluegrassową. Kompozycje z repertuaru jego zespołu, „Little Ole Opry”, nagrane zostały wraz z Krystyną Święcicką – Wójcik i zaproszonymi gośćmi z krakowskiego muzycznego świata.
W marcu 2018 roku Kraków Street Band – jako zwycięzca polskich eliminacji, reprezentował Polskę na European Blues Challenge 2018 w Hell (Norwegia). Chwilę później, poszczególni muzycy również zostali docenieni – Łukasz Wiśniewski uznany został za „Wokalistę Roku 2017”, a Tomek Kruk otrzymał tytuł „Gitarzysty Roku 2017” według czytelników czasopisma „Twój Blues”.
16 września 2018 roku muzycy wystąpili na Muzycznej Scenie Polskiego Radia im. Agnieszki Osieckiej, gdzie miała miejsce radiowa premiera trzeciej, w pełni autorskiej płyty zespołu pt. „Going Away”. Płyta została nominowana do Fryderyka w kategorii Album roku – Blues/Country.
Festiwale zagraniczne:
European Blues Challenge (Norwegia), Sziget (Węgry), Festiwal Haizetara (Hiszpania), Uldum Street Music Festival (Dania), Eutin Bluesfest (Niemcy), Veszprémi Utcazene (Węgry), Sarnico Busker Festival (Włochy), Ferrara Buskers Festival (Włochy), Dixie und Swingfestival Furstenfeld (Austria), JazzFest Gronau (Niemcy), ProLoco Sarmede (Włochy), Noc Muzeów w Budapeszcie (Węgry), Virág Fesztivál (Węgry).
Festiwale w Polsce:
Jazz nad Odrą (Wrocław), Rawa Blues Festival (Katowice), Festiwal Filmowy Dwa Brzegi (Kazimierz Dolny), Green Festival (Olsztyn), Harmonica Bridge (Toruń), OFCA (Oleśnica), Kielce Rockują (Kielce), Festiwal Kultury Ulicznej (Kalisz), Z Wiejskiego Podwórza (Czeremcha), Krakowski Festiwal Filmowy (Kraków), Zderzenia Muzyczne (Mielec), Jesień z Bluesem (Białystok), Bluesroads (Kraków), Blues na Świecie (Świecie), Breakout Days (Rzeszów), Meskalina (Poznań), Festiwal Kapel Podwórkowych (Werbkowice), WPA Festival (Duszniki-Zdrój), Swing Era Festival (Kraków), Suwałki Blues Festiwal (Suwałki).

## Instrumentarium
Zespół wykonuje muzykę głównie na instrumentach akustycznych takich jak: banjo, harmonijka, gitara rezofoniczna, kontrabas, trąbka, saksofon, gitara akustyczna, ukulele i perkusja.

## Dyskografia
Albumy
| Rok  | Tytuł                                                               |
| 2014 | Kraków Street Band · Data: 2014 · Wydawca: Jazz Sound               |
| 2015 | Dedicated to Jerzy Wójcik · Data: 2015 · Wydawca: Radio Kraków S.A. |
| 2018 | Going Away · Data: 2018 · Wydawca: Jazz Sound                       |
| 2021 | Czekanie · Data: 2021 · Wydawca: Jazz Sound                         |

## Nagrody i wyróżnienia
| Rok  | Kategoria                                                                | Tytułem            | Nagroda   |
| 2015 | „Odkrycie Roku 2014” wg czytelników kwartalnika „Twój Blues”             | Kraków Street Band | I miejsce |
| 2016 | „Zespół Roku 2015” wg czytelników kwartalnika „Twój Blues”               | Kraków Street Band | I miejsce |
| 2017 | Polish Blues Challenge, Suwałki                                          | Kraków Street Band | I miejsce |
| 2018 | „Najlepszy Wokalista 2017 roku” wg czytelników kwartalnika „Twój Blues”  | Łukasz Wiśniewski  | I miejsce |
| 2018 | „Najlepszy Gitarzysta 2017 roku” wg czytelników kwartalnika „Twój Blues” | Tomasz Kruk        | I miejsce |
| 2019 | Nominacja do „Fryderyka” 2018 – album roku w kategorii Blues/Country     | „Going Away”       | nominacja |